# Engenes
Engenes är en kyrkby vid fylkesväg 7804 på ön Andørja i Ibestads kommun i Troms fylke i norra Norge. Här finns Andørja kyrka.
Orten utgjorde tidigare centralort i dåvarande Andørja kommun.

## Bilder

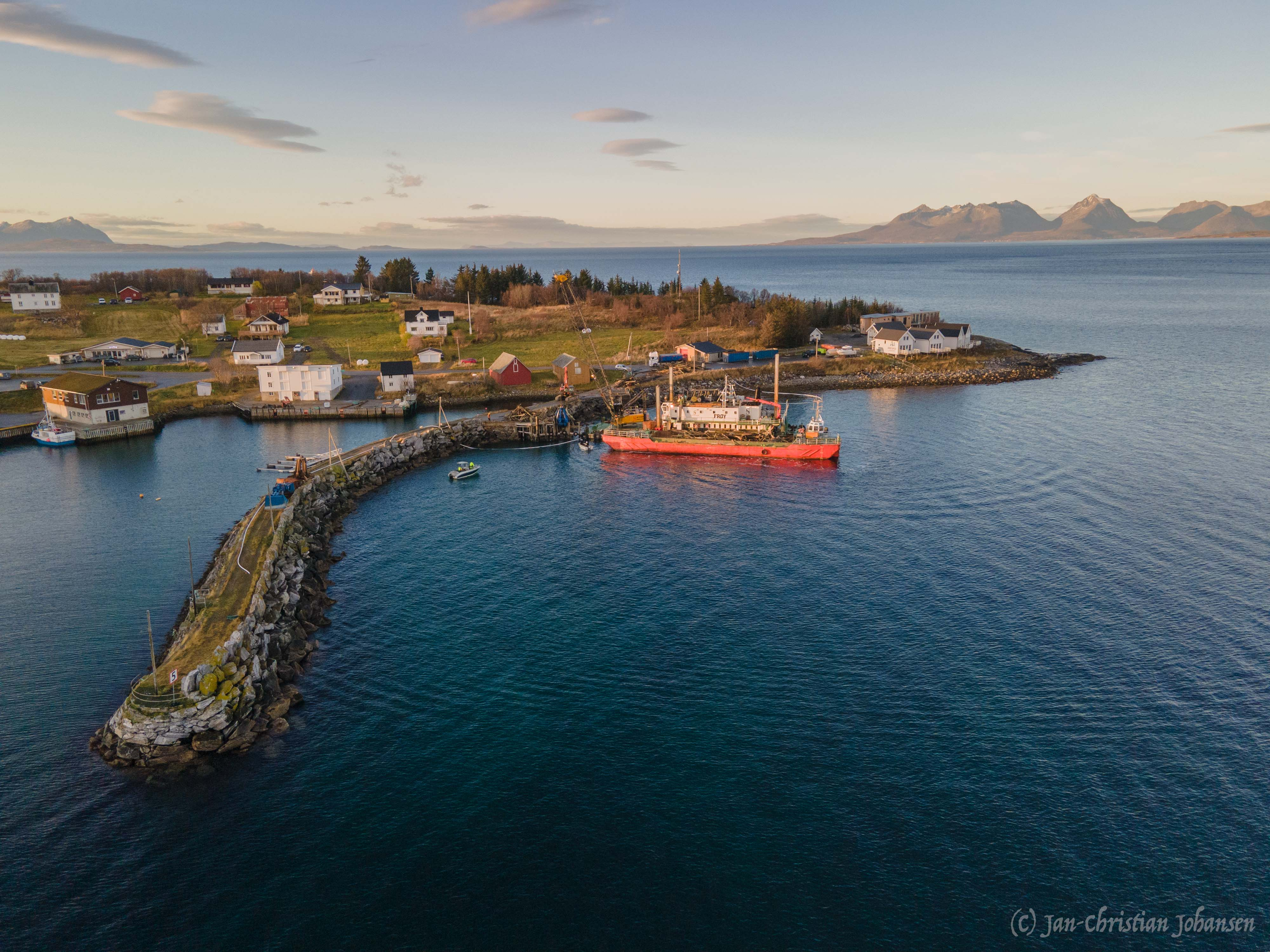
Hamnen i Engenes.
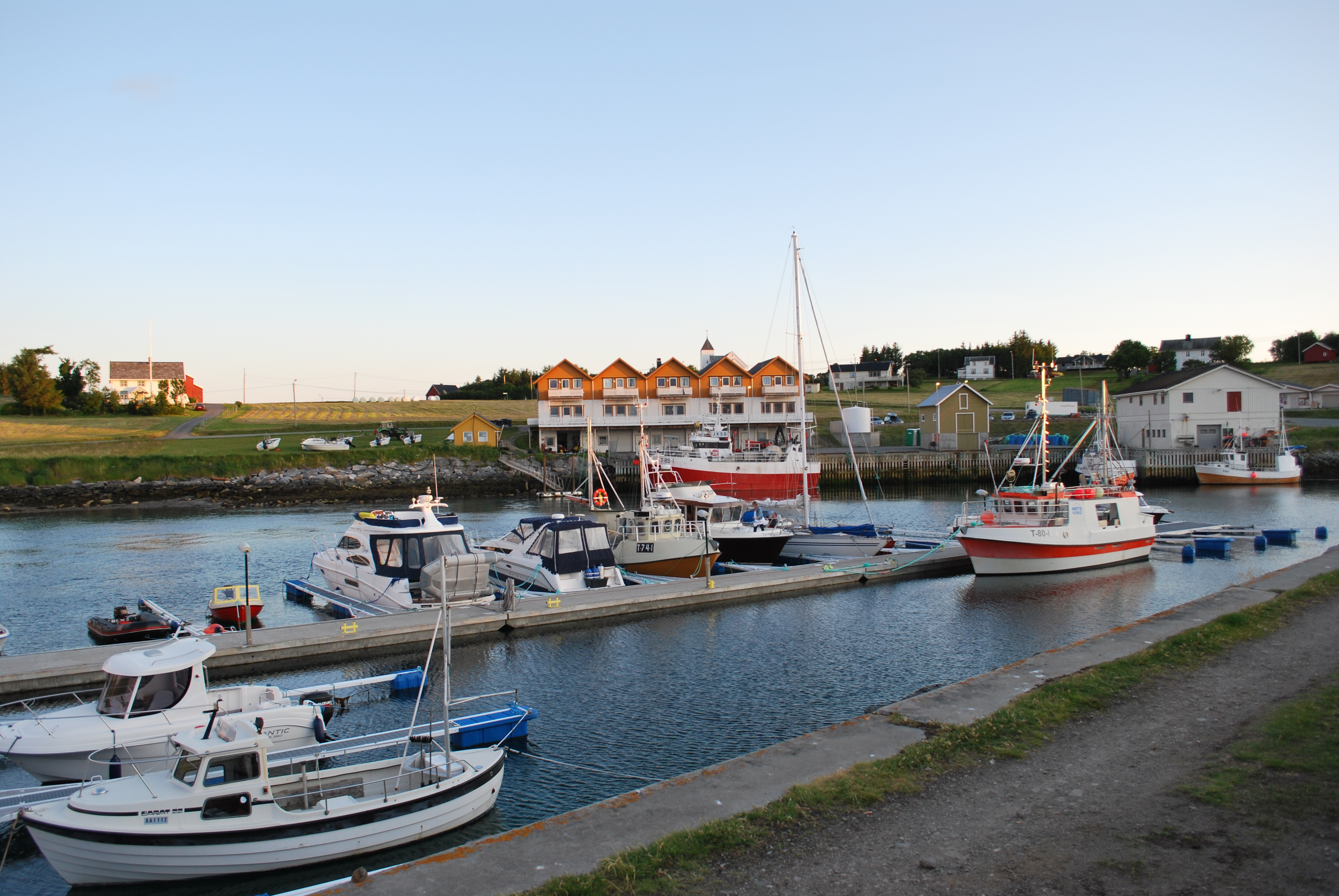
Småbåtshamnen i Engenes.
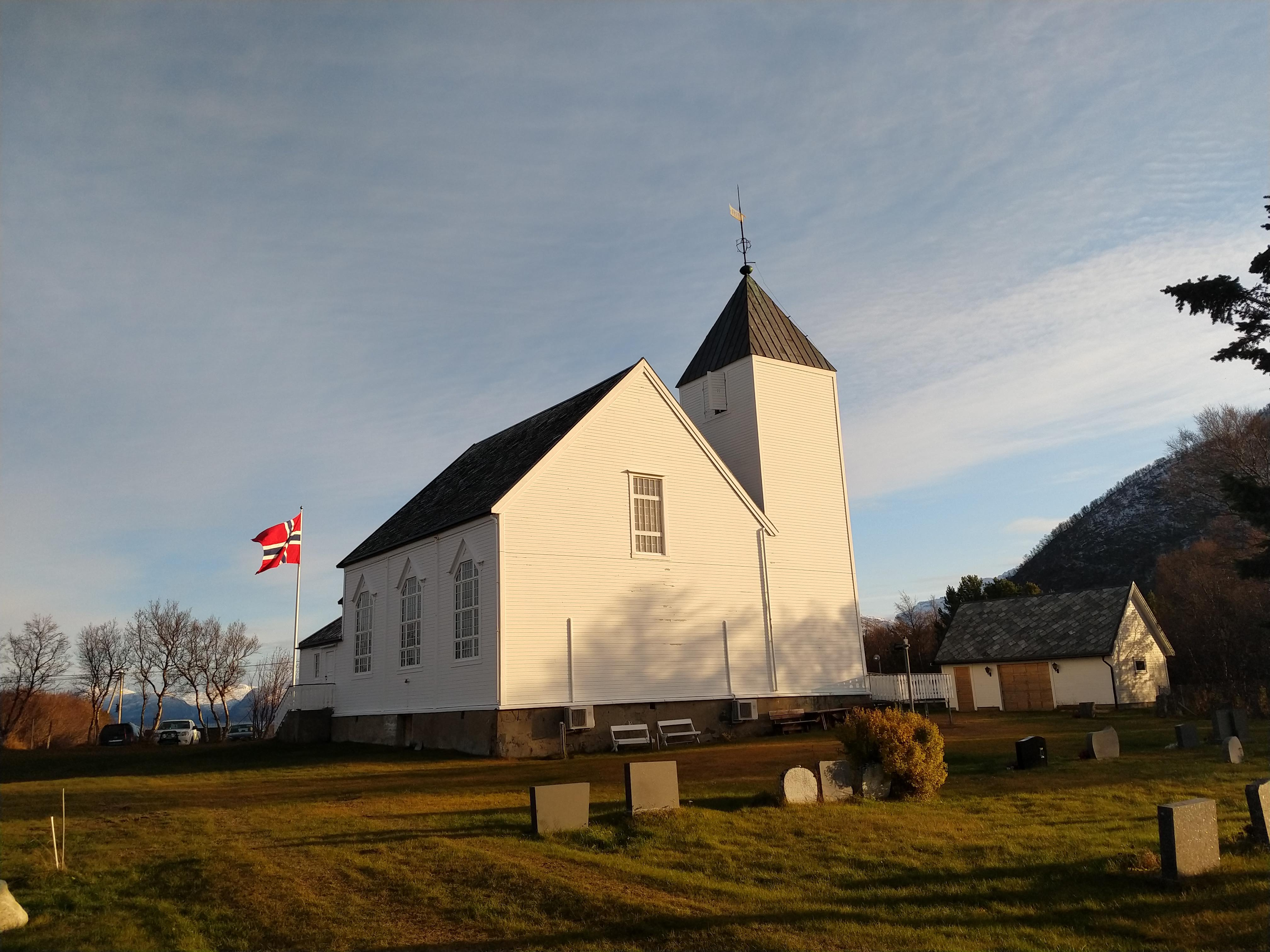
Andørja kyrka.